# Fortalesa Antònia

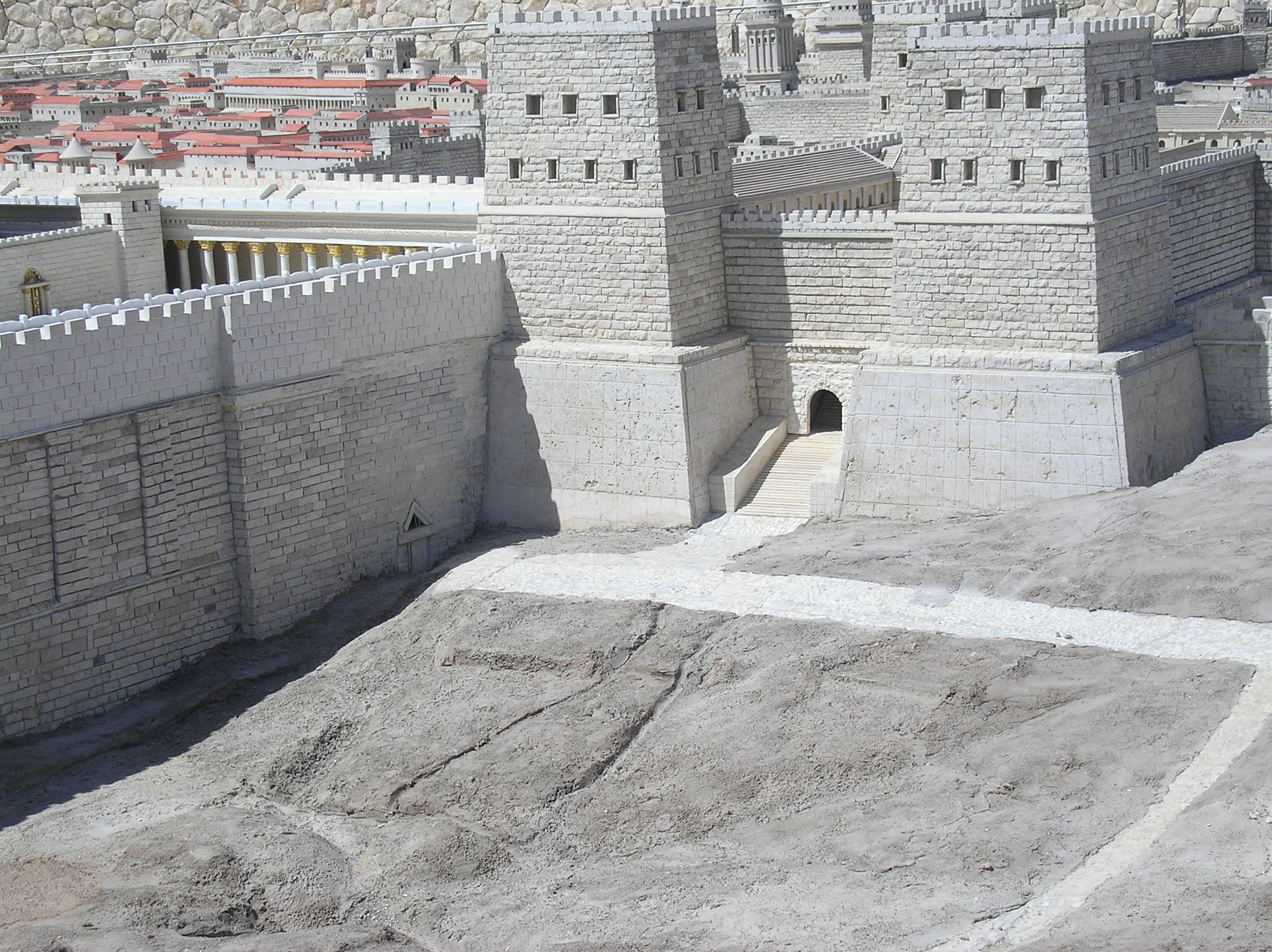
Maqueta de la fortalesa i la Porta Tedi (porta petita amb capçal triangular)

La fortalesa Antònia (arameu⁣: קצטרא דאנטוניה) va ser una ciutadella construïda per Herodes el Gran i anomenada així en honor al patró d'Herodes Marc Antoni. La funció principal de la fortalesa era protegir el Segon Temple. Va ser construïda a Jerusalem a l'extrem oriental de la Segona Muralla, a l'angle nord-oest de la Muntanya del Temple.

## Història
Herodes (37 - 4 aC) va construir la fortalesa per protegir el Segon Temple. El nom de la fortalesa Antònia ve donat en honor del seu mecenes Marc Antoni (83 - 30 aC). La fortalesa albergava part de la guarnició romana de Jerusalem. Els romans també guardaven les vestidures del gran sacerdot dins de la fortalesa.
La fortalesa va ser un dels últims reductes dels jueus durant el setge de Jerusalem (70 dC), quan el Segon Temple va ser destruït.

### Polèmica de la data de construcció
La data de construcció és controvertida perquè el nom suggereix que Herodes va construir la fortalesa Antònia abans de la derrota de Marc Antoni per Octavi entre els anys 31 i el 30 aC i el suïcidi de Marc Antoni l'any 30 aC. Herodes és famós per ser un encertat diplomàtic i pragmàtic, que sempre es va alinear amb el bàndol guanyador i «l'home a càrrec» de Roma. És una mica difícil posar aquesta data d'acord amb la data presumpta per a la construcció del temple Herodià.

## Tradició cristiana
Tradicionalment, els cristians van creure durant segles que els voltants de la fortalesa Antònia era el lloc del pretori de Ponç Pilat, on Jesús va ser jutjat per alta traïció. Això es basava en el supòsit que una zona de lloses romanes descoberta a sota de l'⁣Església de la Condemna i el Convent de les Germanes de Sió era «el paviment» que  John:19:13 descriu com la ubicació del judici de Jesús.

### Paviment d'Antònia: contraarguments arqueològics
Pierre Benoit, professor d'estudis del Nou Testament a l'École Biblique, va reexaminar els resultats de totes les enquestes prèvies de l'escarpa nord-oest de l'Haram, dels estudis arqueològics dels jaciments propietat dels catòlics de la zona (Convent de les Germanes de Sió, Monestir de la Flagel·lació i convent de Sta Anna dels missioners d'Àfrica) així com les excavacions al nord de la zona de la piscina de Struthion. Va publicar el 1971 les seves conclusions: La investigació arqueològica indicava que aproximadament un segle després del presumpte temps de la mort de Jesús, aquesta zona va ser reconstruïda a l'est de dos fòrums pertanyents a la nova ciutat iniciada per Hadrià cap a l'any 130 dC, l'⁣Èlia Capitolina. Es creu que després de la destrucció de la fortalesa Antònia durant el setge del 70 dC, les seves rajoles es van reutilitzar al fòrum d'Hadrià. Tanmateix, també es considera la possibilitat que el paviment sigui totalment de l'època d'Hadrià. El fòrum oriental de l'Èlia Capitolina es va construir sobre la piscina de Struthion, que va ser esmentada per l'historiador del segle I Flavi Josep com a adjacent a la fortalesa (Josep, Guerra dels Jueus 5:11:4).

### Pretori al palau reial
Hi ha arguments textuals i arqueològics en contra de la ubicació del judici de Jesús que es localitza a la fortalesa Antònia. Com Filó d'Alexandria, Flavi Josep testimonia que els governadors romans es van allotjar al palau d'Herodes mentre estaven a Jerusalem, van dur a terme les seves proves a la vorera immediatament a l'exterior. Josep indica que el palau d'Herodes es troba al turó occidental i l'any 2001 alguns dels seus vestigis van ser redescoberts sota un racó de la Torre de David. Els arqueòlegs conclouen, doncs, que al segle I, el pretori —la residència del governador— es trobava a l'antic palau reial del turó occidental, no a la fortalesa Antònia, a l'altre costat de la ciutat. No obstant això, com que la tradició va mantenir el seu poder en associar la fortalesa amb el judici de Jesús, el lloc on antigament es va construir serveix com a punt de partida de la Via Dolorosa commemorativa de la crucifixió de Jesús.

## Descripció
Encara que les reconstruccions modernes sovint representen la fortalesa com una torre a cadascuna de les quatre cantonades, Josep s'hi refereix repetidament com «la torre Antònia», i afirma que havia estat construïda per Joan Hircan i més tard pel rei Herodes. S' utilitzava com una sacristia, en la qual es guardaven les vestidures del gran sacerdot. Josep diu:
«L'aspecte general del conjunt era el d'una torre amb altres torres a cadascuna de les quatre cantonades; tres d'aquestes torres tenien cinquanta colzades d'alçada, mentre que la de l'angle sud-est s'elevava a setanta colzades i així permetia veure tota la zona del temple.»
Alguns arqueòlegs també opinen que la fortalesa constava només d'una única torre, situada a l'angle sud-est del jaciment. Per exemple, Pierre Benoit escriu que no hi ha absolutament cap suport arqueològic perquè hi hagi hagut quatre torres. 
Flavi Josep dona fe de la importància d'Antònia: «Perquè si el Temple es trobava com una fortalesa sobre la ciutat, Antònia dominava el Temple i els ocupants d'aquest lloc eren els guàrdies de tots tres». Josep va col·locar Antònia a l'angle nord-oest de les columnates que envoltaven el temple. Les representacions modernes sovint mostren que l'Antònia es trobava al costat nord del recinte del temple.

## Altres teories
Alguns investigadors i acadèmics, com Marilyn Sams (MA en Literatura Americana, Universitat Brigham Young) i el Dr. Robert Cornuke (Ph.D. en Bíblia i Teologia, Louisiana Baptist University) han ampliat la investigació del Dr. Ernest L. Martin (1932–2002, meteoròleg, professor universitari, arqueòleg aficionat), que va demostrar amb proves que el conjunt de què comunament s'anomena Muntanya del Temple no albergava el temple de Jerusalem, sinó que són les restes d'una fortalesa Antònia més massiva, i que la roca a l'interior de la Cúpula de la Roca no hi ha la primera pedra, sinó que era dins del pretori de Ponç Pilat on Jesús va ser jutjat.
Jerome Murphy-O'Connor, però, va argumentar que aquesta teoria «no es pot sostenir», ja que no es pot conciliar amb la descripció de Flavi Josep, i «no té en compte les restes arqueològiques a la secció occidental de la paret nord». Flavi Josep i les restes arqueològiques no deixen gaire espai per al dubte pel fet que la Muntanya del Temple era efectivament el lloc del temple d'Herodes, ni per la ubicació de la fortalesa Antònia a prop del seu angle nord-oest.
Tant Josep com l'arqueologia demostren que el campament militar romà després de la destrucció de l'any 70 dC es va centrar en les tres torres al costat del palau reial d'Herodes al turó occidental, i no a la Muntanya del Temple, els murs protectors del qual havien estat enderrocats pels romans, amb les restes resultants visibles fins avui al llarg del Mur Occidental a prop de l'Arc de Robinson. Els campaments militars romans tenien cantonades arrodonides i quatre portes, una a cada mur; el conjunt herodià tenia cantonades angulars i nou portes.Els campaments permanents eren molt més grans, 50 acres de mitjana; l'esplanada d'Haram només consta de 36 acres. No hi ha cap explicació del campament romà per a la inscripció hebrea que marca el lloc de les trompetes. El recinte del Temple estava envoltat de pòrtics (columnades cobertes seguint els murs interiors del recinte), mentre que els campaments militars mai ho van ser. August confiava en Herodes i no hauria construït una fortalesa que controlava la seva capital i el seu temple, però cap emperador hauria arribat a confiar una legió a un rei client.
Encara es poden observar restes d'un mur de 4 metres de gruix i carrers d'estil herodià dins dels edificis mamelucs a l'angle nord-oest de l'Haram i la zona adjacent al llarg del seu mur nord. En conjunt suggereixen les dimensions d'Antònia: 112 per 40 metres a l'exterior, la qual cosa significa una superfície de 3.300 m², absolutament suficient per a una petita guarnició, però certament no per a tota la legió suggerida per Martin.
La fortalesa Antònia es va situar en un aflorament rocós, tal com va escriure Flavi Josep, però aquí, com en altres llocs dels seus escrits, va exagerar la seva elevació sobre el terreny circumdant. Això significava que la fortalesa dominava els patis i pòrtics del Temple, aquests últims per més de deu metres, amb les paraules de Josep: «la torre d'Antònia es trobava a l'angle on els dos pòrtics, l'oest i el nord, de la primera cort del Temple es va reunir», i «al punt on Antònia tocava els pòrtics del temple hi havia unes escales que baixaven a tots dos per on baixaven els guàrdies». La posició i les dimensions d'aquells pòrtics encara es poden discernir en part, gràcies a tres eixos de bigues de coberta supervivents tallats en la roca viva de l'aflorament rocós que antigament sostenia la fortalesa Antònia, al nord-oest de l'esplanada. L'afirmació de Flavi Josep que tots els pòrtics que envolten el complex del temple mesuraven sis estadis «incloent-hi Antònia» està molt lluny (sis estadis representen uns 1,11 km, mentre que els costats de l'esplanada d'Haram avui mesuren aproximadament 1,55 km), però suggereix clarament que la fortalesa era contigua amb el complex del Temple sense necessitat d'una «calçada doble» per connectar ambdues, que equivalen a la distància d'un estadi (c. 150 m), tal com afirma Martin.